# Синицын, Борис Алексеевич
Борис Алексеевич Сини́цын (11 августа 1953, Бородино, Одесская область) — советский футболист, защитник, российский футбольный тренер. Заслуженный работник физической культуры Кабардино-Балкарии, заслуженный тренер Башкортостана.

## Биография
На детско-юношеском уровне выступал за одесский «Черноморец», кировоградскую «Звезду» и ленинградский «Зенит». Во взрослом футболе дебютировал в середине 1970-х годов в ленинградском «Динамо», вместе с командой стал победителем зонального турнира второй лиги 1976 года. После этого имел несколько предложений от команд высшей лиги, но предпочёл перейти в ростовский СКА из первой лиги, где закрепиться не сумел. Впоследствии выступал за «Ростсельмаш», «Спартак» (Нальчик), «Динамо» (Ставрополь), «Север» (Мурманск).
В 1980-х годах тренировал юношескую сборную Ростовской области, становился серебряным призёром всесоюзного турнира «Трудовые резервы» (1986, 1989), чемпионом Спартакиады народов РСФСР (1989). С начала 1990-х годов работал с клубными командами Первого и Второго дивизионов России. В 1995 году вывел нальчикский «Спартак» в Первую лигу. В 1999—2000 годах возглавлял латвийский «Вентспилс», становился серебряным (2000) и бронзовым (1999) призёром чемпионата Латвии. С командой «Содовик» в 2001—2002 годах дважды был серебряным призёром зонального турнира второго дивизиона. По ходу сезона 2003 года «Содовик» лидировал, одержав 13 побед в 15 матчах. Перед выездом на гостевые игры группа футболистов «Содовика» выразила вотум недоверия тренеру, подписавшись под заявлением, которое было отправлено генеральному директору клуба. В результате Синицын покинул Стерлитамак и со второго круга сезона-2003 возглавил челябинский «Лукойл», с которым занял 2-е место («Содовик» закончил сезон третьим). На следующий год работал в челябинском клубе спортивным директором. Последним клубом Синицына стала белорусская «Белшина», где тренер возглавлял дублирующий состав.

## Личная жизнь
Супруга Лидия (дев. Коростелёва) — гандболистка, мастер спорта международного класса, выступала за сборную СССР. Старшая дочь Анастасия также профессионально занималась гандболом, мастер спорта России международного класса. Есть младшая дочь Елена.